# Mesoleptidea hohenwartensis
Mesoleptidea hohenwartensis är en stekelart som först beskrevs av Otto Schmiedeknecht 1913.  Mesoleptidea hohenwartensis ingår i släktet Mesoleptidea och familjen brokparasitsteklar. Inga underarter finns listade i Catalogue of Life.